# المكتبة الرئيسية (مكتبة بروكلين العامة)
المكتبة الرئيسية هي الفرع الرئيسي لمكتبة بروكلين العامة، وتقع في شارع فلاتبوش وايسترن باركواي في جراند ارمي بلازا في بروكلين، مدينة نيويورك. تحتوي على أكثر من مليون كتاب ومجلة ومواد وسائط متعددة مفهرسة. يزور المكتبة كل عام أكثر من مليون شخص. يعتبر المبنى معلم رئيسي في مدينة نيويورك.

## منشأة
يحتوي المبنى الذي تبلغ مساحته 352000 قدم مربع  على مركز ستيفان دويك للثقافة المعاصرة، وهو عبارة عن قاعة تضم 189 مقعدًا تم افتتاحها في عام 2007 وتستضيف المحاضرات والقراءات والعروض الموسيقية وغيرها من الأحداث للأشخاص من جميع الأعمار.تم تجديد ساحة المكتبة أثناء إنشاء مركز دويك، أصبحت تستضيف الحفلات الموسيقية طوال فصل الصيف ووجهة خارجية مفضلة للوصول إلى الإنترنت اللاسلكي مجانًا.
افتتحت مؤسسة شيلبي وايت وليون ليفي للمعلومات الشائعة في يناير 2013. والتي تم استخدام مساحته للعمل الفردي والفصول العامة والمناسبات الخاصة والاجتماعات.
تضم المكتبة الرئيسية قسم التاريخ المحلي (مجموعة بروكلين) الذي يحتوي على أكثر من مليون عنصر فردي يتضمن الصور الفوتوغرافية والخرائط والمخطوطات وتذكارات بروكلين دودجرز وعناصر أخرى قصيرة العمر.

## تاريخ
تم وضع حجر الأساس لمكتبة الرئيسية في بروكلين في بروسبكت بارك بلازا (الآن جراند أرمي بلازا) في عام 1912. صمم المهندس المعماري الأصلي ريموند ألميرال مبنى مغلقا مكون من أربعة طوابق للفنون الجميلة، الذي يشابه أسلوبه متحف بروكلين المجاور. وأدت التكاليف المتصاعدة والقتال السياسي الداخلي إلى إبطاء البناء طوال العقد. بسبب الحرب العالمية الأولى والكساد الاقتصادي الكبير، لم يكتمل مبنى ألميرال أبدًا باستثناء جناح فلاتبوش أفينيو، الذي تم الانتهاء منه في عام 1929.
في الثلاثينيات من القرن الماضي، تم تكليف المهندسين المعماريين جيثنز وكيلي بإعادة تصميم المبنى على طراز فن الديكو، وتم التخلص من الزخرفة باهظة الثمن والدور الرابع. تم استئناف البناء في عام 1938 وهُدم مبنى ألميرال الواقع في شارع فلاتبوش إلى حد كبير باستثناء الهيكل، لكن بعض الواجهة الأصلية الموجودة على طول ساحة انتظار المكتبة لا تزال مرئية. اكتملت المكتبة الرئيسية في أواخر عام 1940، وافتتحت للجمهور في 1 فبراير 1941. وقد لاقت استحسانا علنيا ونقديا في ذلك الوقت.
اٌفتتح الطابق الثاني من المكتبة الرئيسية في عام 1955، الذي أدى إلى مضاعفة المساحة المتوفرة للجمهور تقريبًا. التي تشغل أكثر من 350,000 قدم مربع (33,000 م2) ويعمل بها 300 موظف بدوام كامل، ويعد المبنى بمثابة المقر الإداري لنظام مكتبة بروكلين العامة. قبل عام 1941، كانت المكاتب الإدارية للمكتبة موجودة في بنك ويليامزبرغ للتوفير في شارع فلاتبوش.
تم ادراج المكتبة الرئيسية في السجل الوطني للأماكن التاريخية عام 2002.

## المراحع
1. ↑  "National Register Information System". National Register of Historic Places. إدارة المتنزهات الوطنية. 13 مارس 2009.
2. 1 2  "Brooklyn Public Library - Central Library". Brooklyn Public Library. مؤرشف من الأصل في 2015-09-29. اطلع عليه بتاريخ 2013-11-23.
3. ↑  https://www.bklynlibrary.org/sites/default/files/documents/central/a%20look%20inside%20Central%20Library.pdf نسخة محفوظة 2020-09-18 على موقع واي باك مشين.
4. ↑  Announcing: The Shelby White & Leon Levy Information Commons at Brooklyn Public Library - Library as Incubator Project نسخة محفوظة 2021-01-30 على موقع واي باك مشين.
5. ↑  Kathleen A. Howe (يونيو 2001). "National Register of Historic Places Registration:Brooklyn Public Library-Central Building". مكتب ولاية نيويورك للمتنزهات والترفيه والمحافظة التاريخية [الإنجليزية]. مؤرشف من الأصل في 2012-01-16. اطلع عليه بتاريخ 2011-02-20.

## روابط خارجية
- مكتبة بروكلين العامة - المكتبة الرئيسية